# Bombus haematurus
Bombus haematurus (лат.) — вид шмелей.

## Описание
Переднеспинка, а также 2-й, 3-й и 4-й тергиты брюшка покрыты оранжевыми волосками, остальное тело покрыта чёрными волосками. Длина тела самок 14-16 мм, рабочих 10-12 мм, самцов 14-15 мм. Имеет широкую и длинную желтую перевязь на груди (края опускаются ниже основания крыльев), желтые полоски на 2-м и 3-м тергитах брюшка слиты в одну широкую желтую полосу.

## Ареал
Ареал охватывает территорию Австрии, Сербии, Венгрии, Турции и Ирана. Он был отмечен также на территории России, Крыма и Румынии.

## Биология
Обитает в лесах, кустарниковых зарослях, на склонах гор и озелененных территориях, парках и садах. Отдельные его экземпляры попадаются на высоте более 2100 м над уровнем моря, однако наибольшая численность наблюдается на более низких высотах. Питается пыльцой и нектаром и соответственно является опылителем большого количества растений.
Гнездование подземное (в заброшенных норах грызунов) и крайне редко надземное (в дуплах деревьев). Вылет самок после зимовки поздний — начинается во второй декады мая.